# Дом Игумнова (Чебоксары)
Дом купца́ Игу́мнова (также дом на подкле́те, зда́ние Соляно́й конто́ры) — памятник гражданской архитектуры рубежа XVII и XVIII веков, который был разобран в 1979 году. Воссоздан в предполагаемых первоначальных формах в 2005 году. Расположен в Чебоксарах по адресу: улица Михаила Сеспеля, 13.
Каменный одноэтажный на подклете дом в стиле барокко длиной 18,4 м и шириной 9,3 м, с четырёхскатной крышей. Его украшения, в частности, гребешковые наличники, сделаны из тёсаного кирпича, планировка была характерна для домов-палат XVII—XVIII вв. Карниз здания сделан из трёх рядов поребриков и одного ряда городков. Горницы располагались наверху, а в подклете, разделённом двумя поперечными стенами на три помещения с наружными дверьми — подсобные и хозяйственные помещения.
Дом был жилым и входил в усадьбу Игумновых, состоявшую из двух домов. По ошибке был назван одним из исследователей соляной конторой; название прижилось. Изначально дом был двухэтажным с одной стороны и одноэтажным с другой, с лицевой стороны главного фасада были расположены контрфорсы, на второй этаж с улицы вела лестница. Дом не был оштукатурен, вместо этого использовалась обмазка.
В 1979 году дом был разобран при подготовке территории чебоксарского посада на улице Перевозной, склона холма, спускавшегося от Свято-Троицкого монастыря к Волге, к вхождению в зону затопления Чебоксарского водохранилища. В 1980 году был разработан проект по воссозданию здания, само воссоздание за счёт бюджета состоялось в 2005 году, из кирпичей от другого объекта культурного наследия — дома Зеленщикова (так как блоки исходных зданий хранились в таких условиях, что кладка расползлась в щебень). Дом был восстановлен с исходной планировкой и сводами, но при этом приобрёл отсутствовавшее в оригинале крыльцо. В 2009 году планировалось разместить в доме музей, но идея была отвергнута из-за того, что здание не было подключено к инженерным сетям; в 2013 году его передали в безвозмездное пользование Чебоксарско-Чувашской епархии Русской Православной церкви. В 1722 году усадьбу Игумновых посещал Пётр I; неизвестно, входил он при этом в северный или южный дом усадьбы, но также неизвестно, какой из домов усадьбы был восстановлен.
Директор Государственного центра по охране культурного наследия Чувашской Республики Николай Муратов допускает изменение статуса охраны здания вследствие произошедших событий с федерального на региональный или муниципальный.